# Jordägarnas förbund
Jordägarnas förbund (finska: Maanomistajain liitto) är en finländsk organisation som bildades 1945 av enskilda jordägare som hade varit tvungna att avstå jord till kolonisationsändamål. 
Förbundet är en riksomfattande, politiskt obunden specialorganisation för alla som äger jord eller fastigheter. Dess viktigaste uppgift är att bevaka jordägarnas intressen, vilket förbundet främst gör genom att fungera som remissinstans för lagförslag som berör jordägare och genom att ge sina medlemmar avgiftsfri rådgivning i jordägofrågor. År 1996 inträdde Jordägarnas förbund i European Landowners' Organization (ELO), vilket skapar möjlighet att påverka EU-lagstiftningen. Medlemstidningen Maanomistaja utkommer fyra gånger om året.